# Dean Fertita
Dean Anthony Fertita (Royal Oak, 6 settembre 1970) è un polistrumentista e cantautore statunitense.

## Biografia
Nato in Michigan, dal 1990 al 1997 ha avuto un'esperienza musicale col gruppo Reigndance.
Dal 1997 al 2004 è stato membro dei The Waxwings, gruppo indie rock formatosi a Detroit.
Nel 2004 ha iniziato a collaborare con Brendan Benson prima come tastierista e poi come membro live e collaboratore dei The Raconteurs, gruppo di cui fanno parte anche Jack White, Jack Lawrence e Patrick Keeler.
Nel 2007 Fertita è entrato nella "line-up" dei Queens of the Stone Age come tastierista in sostituzione di Natasha Shneider.
Nel 2009 Fertita, insieme a Jack White, Alison Mosshart e Jack Lawrence, ha formato il supergruppo The Dead Weather, che ha esordito con l'album Horehound nel luglio dello stesso anno.
Nell'ottobre 2009 Fertita ha pubblicato un album solista dal titolo Hello=Fire, coprodotto con Brendan Benson. Al disco hanno partecipato tra gli altri Michael Shuman, Troy Van Leeuwen e Joey Castillo.
Nel 2010 ha collaborato con gli Eagles of Death Metal.
Nel 2013 è uscito il primo album in studio dei Queens of the Stone Age in cui Fertita dà il suo contributo; si tratta di ...Like Clockwork.
Nel 2014 ha collaborato con Jack White (in Lazaretto) e con Karen O (in Crush Songs).

## Discografia solista
Album
- 2009 - Hello=Fire

## Gruppi
- Queens of the Stone Age
- The Raconteurs
- The Dead Weather
- The Waxwings
- Eagles of Death Metal
- Reigndance